# Zayd ibn Harithah
 (septembre 2019).
Si vous disposez d'ouvrages ou d'articles de référence ou si vous connaissez des sites web de qualité traitant du thème abordé ici, merci de compléter l'article en donnant les références utiles à sa vérifiabilité et en les liant à la section « Notes et références ».
Zaïd ibn Harithah ibn Shurâhîl Ibn Ka'b Ibn 'Abd Al'Uzzâ Ibn Umru' ul Qays Al Ka'bî (581 ou 588-629) (en arabe : زيد بن حارثة) est un des premiers compagnons de Mahomet dont il est le seul contemporain  nommément cité dans le Coran. Il devint par la suite chef d'armée et mourut à la bataille de Mu'ta.

## Biographie issue de la tradition islamique
Zayd, étant âgé de huit ans, fut amené par sa mère, Su'dâ bint Tha'laba à la visite de sa tribu arabe, les Banû Ma'in. Sur leur chemin et tout près de leur destination, ils furent surpris par les Banû Al-Qayn, une autre tribu arabe qui les enlevèrent avec leurs biens et leurs chameaux.[réf. nécessaire].
Il s'est marié à Zaynab bint Jahsh, que Mahomet a épousée après leur divorce. Pour Jan Van Reeth, Mahomet, amoureux de Zaynab bint Jahsh, poussa Zayd à la répudier.  Il répudia lui-même son fils et put ainsi l'épouser.Il fut aussi marié à Oum Kalsoum bint Uqba. Il a pour enfant Ousama ibn Zayd. 

## Analyse historique
Zayd ibn Hâritha est cité dans la sourate 33 du Coran. Celle-ci a connu certainement un « remaniement substantiel du texte », après la mort de Mahomet. La compréhension du contexte de la sourate en est complexifiée. Elle est particulière en ce qu'elle évoque un événement historique précis et par l'évocation d'un contemporain de Mahomet. David S. Powers considère ainsi que les versets 36-40 sont des ajouts « de la génération suivant la mort du Prophète ».
Selon les islamologues, ce passage a été élaboré à partir de plusieurs récits bibliques. La trame du récit autour de Zaynab et de Zayd est ainsi fournie par le récit de David et de Bethsabée. Pour Powers, la majeure partie de l'histoire de Zayd appartient au monde des légendes. Les hadiths qui permettent la contextualisation de cette sourate « n'ont pas pu être fabriqués plus tôt que la fin du premier siècle de l'hégire, c'est-à-dire sous le califat de Abd al-Malik ».